# La Minotauromàquia
La Minotauromàquia és un aiguafort realitzat per Pablo Picasso el 1935 i que actualment forma part de la col·lecció permanent del Museu Picasso de Barcelona. Es tracta d'una donació de l'artista de 1938.

## Descripció
El Minotaure –criatura mitològica amb cos humà i cap de toro– és un dels grans protagonistes de la producció picassiana dels anys 30, tant en pintura com en obra gràfica, i és el tema d'aquest gravat cabdal de Picasso, La Minotauromàquia, considerat un dels millors del segle xx.
És un aiguafort amb rascat, de factura perfecta, realitzat la primavera de 1935 i imprès per Roger Lacourière.
Obra de difícil interpretació simbòlica, és una síntesi de tota una sèrie d'obres al voltant del mite. Els principals personatges són una noia sostenint una espelma i un ram de flors, confrontant la bèstia amb expressió serena; un gran Minotaure al centre de la composició; una dona torera (que suggereix com a model Marie Thérèse Walter, amb qui va mantenir una relació d'anys), ferida, amb els pits descoberts, desplomant-se de dalt d'un cavall; a la part esquerra un home damunt una escala, barbut i mig despullat, en actitud de fugir, i a la part superior dues joves mirant l'escena des d'una finestra amb coloms.
La Minotauromàquia, realitzada un any abans de l'inici de la guerra civil espanyola, és considerada un dels precedents immediats del Guernica.
Al Museum of Modern Art de Nova York i al Musée Picasso de París es conserven també
exemplars de La Minotauromàquia.